# Biblia de Alba
La Biblia de Alba, llamada así por pertenecer a la casa de Alba, o con mayor propiedad, Biblia de Arragel, es la traducción a lengua romance o castellano de la Biblia hebrea, con comentarios igualmente en romance, llevada a cabo en el siglo XV por el rabí judío Moisés Arragel (Mosé Arragel de Guadalfajara o Moshe Aragel de Guadalajara), rabino de la comunidad judía de Maqueda, Toledo, por encargo de Luis González de Guzmán, maestre de la Orden de Calatrava. Se trata de un texto castellano miniado en estilo gótico español, así como de un peculiar ejemplo del arte sefardí.

## Historia
González de Guzmán fue un cristiano noble que se interesó por tener acceso directo a la versión de las Sagradas Escrituras que disponían entonces los hebreos hispanos. El maestre deseaba además conocer los puntos de vista tanto de exegetas judíos como cristianos. Confió la traducción del texto a rabí Mošé Arragel y encargó a su pariente el franciscano Arias de Encina, junto con el arcediano de la catedral de Toledo, Vasco de Guzmán, y el dominico fray Juan de Zamora que asesoraran al mencionado rabino acerca de la exégesis propia del cristianismo. El trabajo de la traducción lo realizó rabí Arragel entre 1422 y 1430. En junio de 1430, el traductor ponía su trabajo en manos de los revisores cristianos, quienes tras editar algunos pasajes e incluir material cristiano adicional, lo dieron a copiar e iluminar a artistas cristianos. En 1433, el trabajo quedaba concluido.
El rabí Mošé Arragel compiló en la obra los pareceres y observaciones de eruditos y teólogos tanto judíos como cristianos sobre el significado del texto bíblico. En lo que a judaísmo respecta, recurrió a autores tales como Raši, Abraham ibn 'Ezra, Maimónides, Nahmánides, Josef Quimhí, David Qimhi, Gersónides, Rabbenu Aser, Šelomó ben Adret, Ya'acob Ba'al ha-Turim y R. Nissim de Barcelona. El traductor asimismo incluyó eventualmente sus propios comentarios, incluyendo algunos que enfatizan su orgullo nacional como judío español. Así, por ejemplo:

En linaje, en rriqueza, en bondades, en sçiençia. E los reyes e señores de Castilla siempre fallaron que todo o lo más que oy los judíos auemos de glosa ssobre la ley e en las sus leyes e derechos e otras sçiençias fue fallado compuesto por los sabios judíos de Castilla, e por su doctrina oy sson regidos los judíos en todos los reynos de la su trasmigraçion.

Según escribe, los reyes de España honraban a los judíos españoles por sus cualidades y virtudes. Por supuesto, esto fue escrito antes de la expulsión de los judíos de España a fines del siglo XV, víctimas de la política de unificación nacional y religiosa de los Reyes Católicos.
Por encontrarse Castilla en un momento de inseguridad en la tercera década del siglo XV, no se sabe si el manuscrito, una vez concluido, llegó a entregarse al maestre de Calatrava. Entre 1443, fecha de la muerte del maestre Luis de Guzmán, y 1482, el manuscrito que contenía el trabajo de Arragel no se menciona en el testamento del Maestre ni en el de su viuda o herederos. En 1474, según el historiador Ladero Quesada, el manuscrito se encontraba en el alcázar de Segovia como parte del tesoro de Enrique IV de Castilla. En 1480 era propiedad de Isabel la Católica, aunque en 1501 ya no se menciona en su patrimonio. El manuscrito fue más tarde confiscado por la Inquisición, y con permiso de ella pudieron usarlo un carmelita y un jesuita a comienzos del siglo XVII. En 1624 el inquisidor general Andrés Pacheco, de propia iniciativa, se lo entregó al Conde Duque de Olivares con “licencia…  para que la pueda leer y tener en su casa y librería” él y sus sucesores. Con tal título de propiedad, no habiendo sido reclamado por el Patrimonio Nacional, se encuentra hoy bajo la estricta custodia de los duques de Alba de Tormes, herederos del Conde Duque, en el Palacio de Liria de la Casa de Alba, en Madrid, España. 
Entre 1920 y 1922 Antonio Paz y Meliá hizo una edición ilustrada de la obra para bibliófilos en dos volúmenes de la que se tiraron 300 ejemplares. En 1992, en el marco de la conmemoración de los 500 años de la expulsión y de historia hispanoamericana, la Fundación Amigos de Sefarad, presidida por su fundador, Mauricio Hatchwell Toledano, hizo imprimir un facsímil (500 ejemplares).
El texto de la traducción bíblica está disponible en el corpus Biblia medieval.

## Composición
La obra se compone de 513 folios, 1026 páginas, que incluyen el texto de la traducción rodeado de las glosas escritas por Arragel y una rica colección de 334 miniaturas que ilustran pasajes de la historia sagrada. Este trabajo artístico estuvo a cargo de artistas cristianos que trabajaron en Toledo bajo la supervisión de los frailes, ya que la tradición judía era reacia a este tipo de representaciones.
En los primeros 25 folios se incluye la correspondencia que mantuvo Rabí Mošé Arragel con Don Luis Guzmán y los franciscanos de Toledo y restantes revisores cristianos acerca de la forma de llevar adelante la empresa que se les había confiado.

## Galería

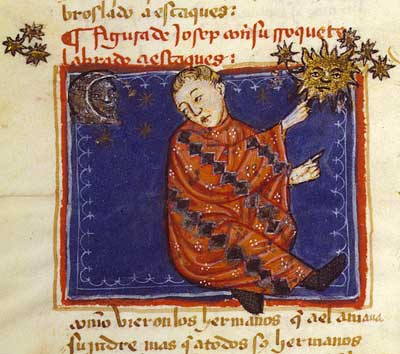
Biblia de Alba, 1422-1433, fol. 49r: José interpreta los sueños del faraón en Egipto. Inscripción: "Figura de Josep con su rroquete labrado a escaques".
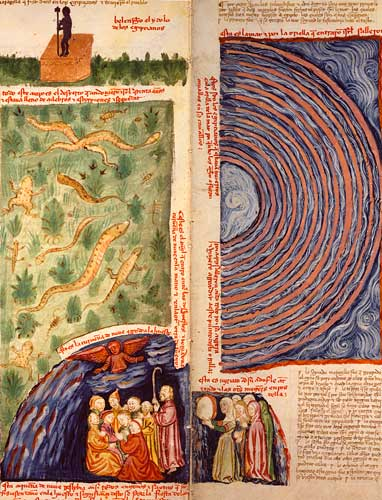
Biblia de Alba, 1422-1433, fols. 68v-69r: Moisés y el cruce del Mar Rojo.
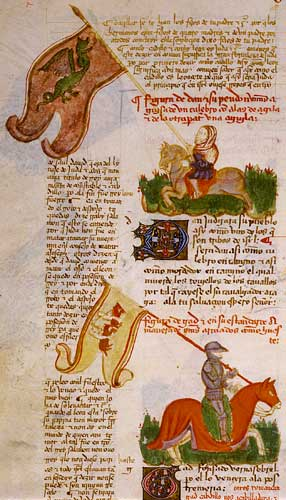
Biblia de Alba, 1422-1433, fol. 57v: Tribus de Dan y Gad (hijos de Jacob). Inscripciones: "Figura de Dan y su pendon [...] a figura de un culebro con alas de agila e de la otra par una aguyla"; "Figura de Gad e en su estandarte del manera de omnes afinados como jineste".
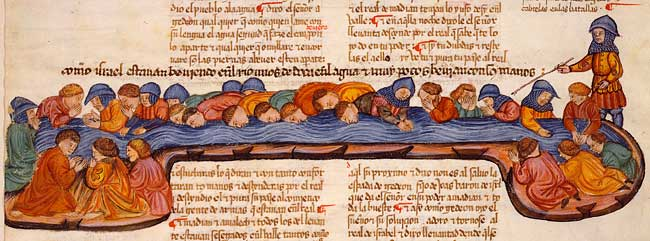
Biblia de Alba, 1422-1433, fol. 183v: Gedeón, juez de Israel, selecciona su ejército.
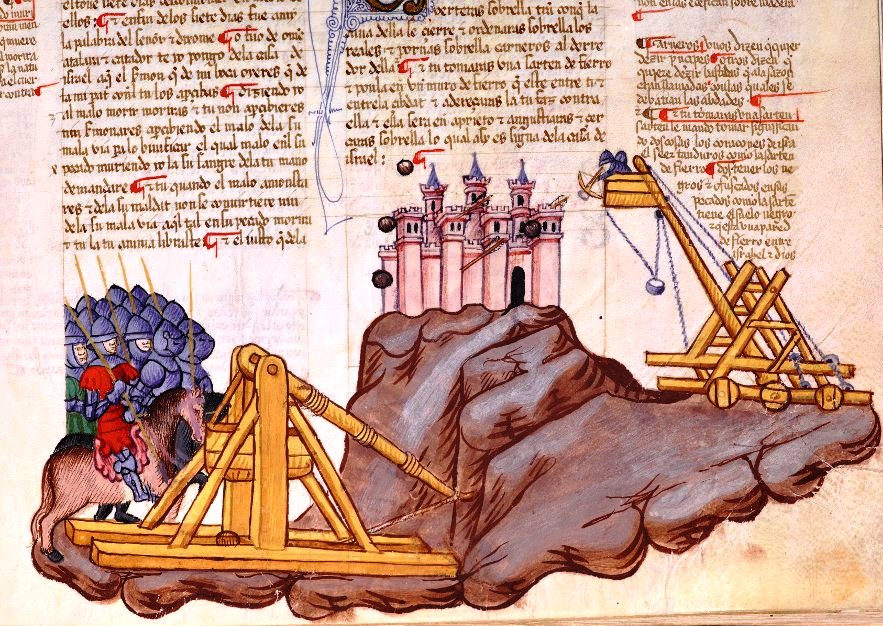
Biblia Alba: El ataque de Judas Macabeo a Acra.
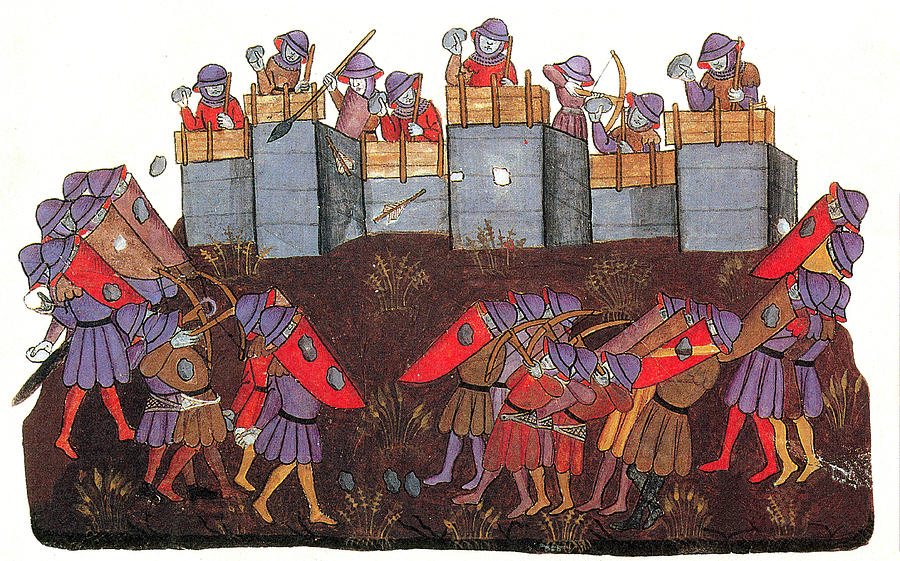
Biblia Alba: Judíos defendiendo el Muro de Jerusalén mientras se está construyendo